# Martin (South Dakota)
Martin is een plaats (city) in de Amerikaanse staat South Dakota, en valt bestuurlijk gezien onder Bennett County.

## Demografie
Bij de volkstelling in 2000 werd het aantal inwoners vastgesteld op 1106.
In 2006 is het aantal inwoners door het United States Census Bureau geschat op 1035, een daling van 71 (-6,4%).

## Geografie
Volgens het United States Census Bureau beslaat de plaats een oppervlakte van
2,4 km², geheel bestaande uit land. Martin ligt op ongeveer 1009 m boven zeeniveau.

## Plaatsen in de nabije omgeving
De onderstaande figuur toont nabijgelegen plaatsen in een straal van 44 km rond Martin.